# Podospora dimorpha
Podospora dimorpha är en svampart som beskrevs av A.E. Bell 2004. Podospora dimorpha ingår i släktet Podospora och familjen Lasiosphaeriaceae.   Inga underarter finns listade i Catalogue of Life.